# Mala Luka, Huseatîn
Mala Luka (în ucraineană Мала Лука) este localitatea de reședință a comunei Mala Luka din raionul Huseatîn, regiunea Ternopil, Ucraina.

## Demografie
Componența lingvistică a localității Mala Luka
     Ucraineană (100%)
Conform recensământului din 2001, toată populația localității Mala Luka era vorbitoare de ucraineană (100%).